# 17169 Tatarinov
17169 Tatarinov este un asteroid din centura principală de asteroizi.

## Descriere
17169 Tatarinov a fost descoperit pe 14 iulie 1999 la Socorro, New Mexico, în cadrul proiectului LINEAR. Asteroidul prezintă o orbită caracterizată de o semiaxă mare de 2,98 ua, o excentricitate de 0,17 și o înclinație de 0,7° în raport cu ecliptica.